# باتريك سومرفيل
باتريك سومرفيل (بالإنجليزية: Patrick Somerville)‏ (19 أبريل 1979)؛ كاتب سيناريو وروائي أمريكي. درس في جامعة كورنيل.

## روابط خارجية
- باتريك سومرفيل على موقع IMDb (الإنجليزية)
- باتريك سومرفيل على موقع قاعدة بيانات الفيلم (الإنجليزية)